# Stanisława Perzanowska
Stanisława Perzanowska, właśc. Stanisława Perzanowska-Chmielewska (ur. 2 lipca 1898 w Warszawie, zm. 24 maja 1982 tamże) – polska aktorka, reżyser teatralny i pedagog.

## Życiorys
Córka Wincentego. Około 1914 była słuchaczką Szkoły Aplikacyjnej w Warszawie, następnie naukę zawodu aktorskiego kontynuowała w Warszawskiej Szkole Dramatycznej (1918–1919). Na scenie teatralnej zadebiutowała w teatrze Reduta tuż po ukończeniu Warszawskiej Szkoły Dramatycznej i do wybuchu wojny grała i reżyserowała w teatrach krakowskich, warszawskich i wileńskich, m.in. w Teatrze Ateneum i Teatrze Polskim w Wilnie.
W czasie II wojny światowej występowała i reżyserowała najpierw w Polskim Teatrze Dramatycznym w Wilnie (1939–1941), a następnie w teatrach jawnych Warszawy i Krakowa. W Warszawie działała także jako reżyserka teatralna, pracując m.in. w jawnym teatrze Komedia oraz w teatrze Małych Form „Miniatury”. Prowadziła też kabaret w „Ziemiańskiej”.

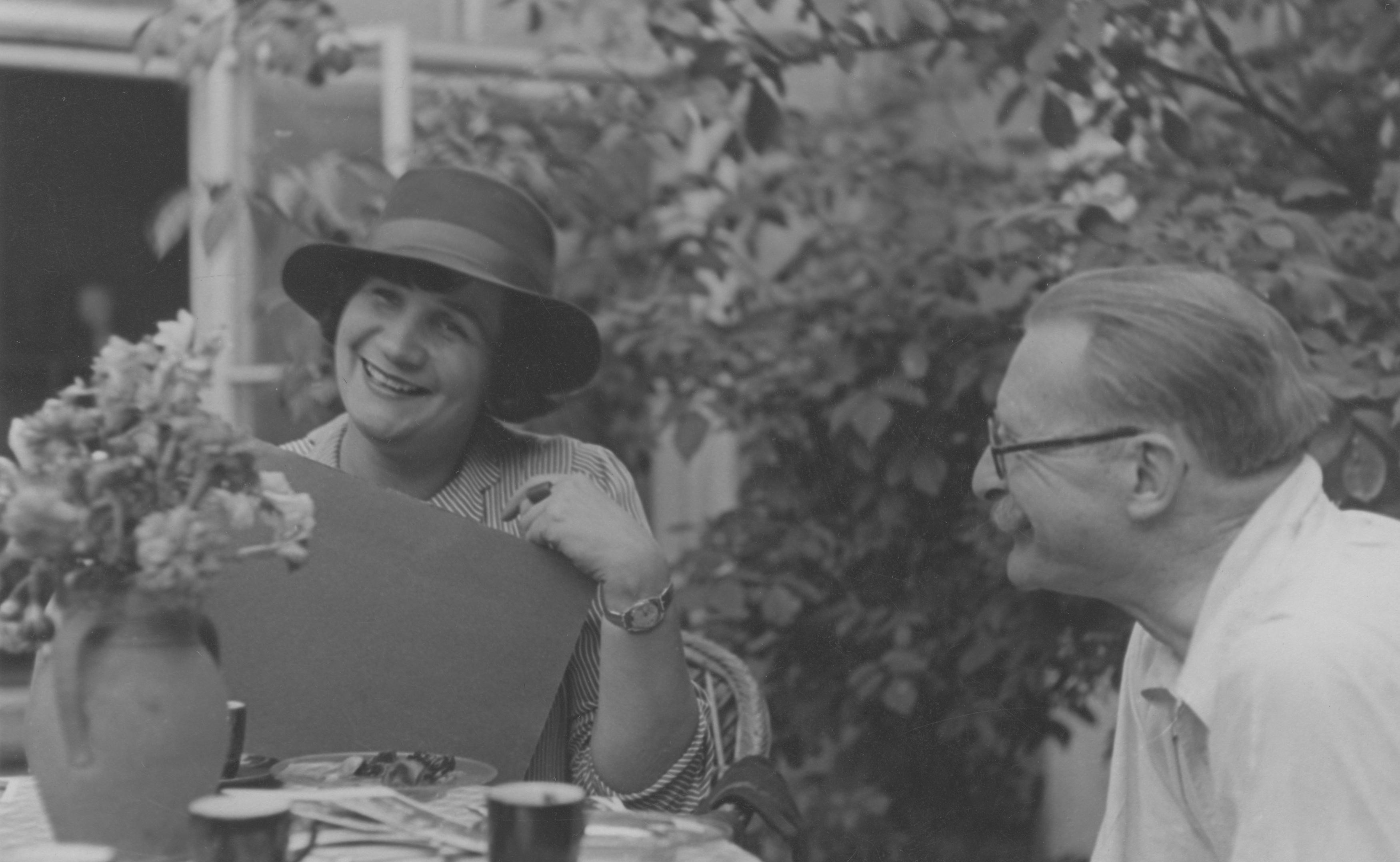
Stanisława Perzanowska i rzeźbiarz Ludwik Puget (1938)

Po wojnie przez 3 lata nie mogła występować na stołecznych scenach w wyniku zarzutów dotyczących pracy w jawnych teatrach w okresie okupacji niemieckiej.
Występowała i reżyserowała w Teatrze Śląskim w Katowicach (1945–1946), Teatrze Syrena w Łodzi (1946–1947), Teatrze Nowym w Warszawie (1947–1949), Teatrze Placówka (1948), Teatrze Narodowym w Warszawie (1949–1957) i Teatrze Współczesnym w Warszawie (1955–1968).
Wśród wielu ról teatralnych zagrała m.in. Ulitę w Lesie Aleksandra Ostrowskiego, Walentową w Karykaturach Jana Kisielewskiego, panią Pernele w reżyserowanym przez siebie Świętoszku Moliera, panią Desmermortes w Zaproszeniu do zamku Jeana Anouilha czy Anfisę w Trzech siostrach Antona Czechowa.
Od 1950 występowała w słuchowiskach Teatru Polskiego Radia. Radiosłuchaczom zapadła w pamięci jako Helena Matysiakowa w radiowej powieści Matysiakowie. Za kreację aktorską w tej powieści radiowej otrzymała (pośmiertnie) Nagrodę Przewodniczącego Komitetu ds. Radia i TV I stopnia (1982). W swojej karierze wystąpiła także w kilku filmach, przed kamerą debiutowała jeszcze przed II wojną światową. Do 1968 roku była wykładowcą warszawskiej PWST.
Zmarła w Warszawie, pochowana 28 maja 1982 na cmentarzu Bródnowskim w Warszawie (kwatera 37B-5-28).

## Życie prywatne
Jej mężem był aktor Zygmunt Chmielewski.

## Filmografia
- Romeo i Julcia (1933), reż. J. Nowina-Przybylski – Adela Gzyms
- Córka generała Pankratowa (1934), reż. Mieczysław Znamierowski i Józef Lejtes – właścicielka mieszkania
- Jego wielka miłość (1936), reżyseria wspólnie z Mieczysławem Krawiczem
- Niedaleko Warszawy (1954), reż. Maria Kaniewska – Banasiowa, gospodyni Boruckiego
- Dzieci z naszej szkoły (1968), reż. Wadim Berestowski – babcia (odc. 1 pt. Pies)

Źródło.

## Ordery i odznaczenia
- Order Sztandaru Pracy I klasy (1959)
- Krzyż Oficerski Orderu Odrodzenia Polski (1958)
- Krzyż Kawalerski Orderu Odrodzenia Polski (15 lipca 1954)[6]
- Złoty Krzyż Zasługi
- Medal 10-lecia Polski Ludowej (19 stycznia 1955)[7]
- Odznaka 1000-lecia Państwa Polskiego (1967)
- Złota Odznaka Honorowa „Za Zasługi dla Warszawy” (17 stycznia 1963)[8]

## Upamiętnienie
- Jej nazwisko widnieje na tablicy upamiętniającej artystów zasłużonych dla kultury polskiej, umieszczonej w 2020 roku na budynku przy ul. Odolańskiej 20 w Warszawie, w którym mieszkała[3].